# Lonchoptera bifurcata
Espèce
Synonymes
- Lonchoptera dubia Curran, 1934[2]

Lonchoptera bifurcata est une espèce de diptères de la famille des Lonchopteridae.